# Domenico Lancellotti
Domenico Lancellotti (Rio de Janeiro, 12 de novembro de 1972) é um cantor, compositor, violonista, percussionista e baterista brasileiro.
Domenico tem ascendência italiana. Filho do compositor e cantor Ivor Lancellotti, cresceu influenciado pelo ritmo do samba.
Tem colaborado com vários artistas como o Quarteto em Cy, Daniel Jobim, Caetano Veloso, Fernanda Abreu e Adriana Calcanhotto. Nos anos noventa formou uma banda de rock experimental chamada ‘Mulheres Q Dizem Sim’. Nesse período conheceu Moreno Veloso e Alexandre Kassin, que se converteram imediatamente nos seus melhores amigos e com quem começou a trabalhar.
Atualmente participa em vários projetos nomeadamente Os Ritmistas (NR/Dubas) com Stephane San Juan e Dany Roland, Orquestra Imperial, com Berna Ceppas e Kassin, e +2 com Moreno e Kassin.
Já lançou dois álbuns solo de estúdio: Cine Privê (2011) e Serra dos Órgãos (2017), que foi eleito o 24º melhor disco brasileiro de 2017 pela revista Rolling Stone Brasil.